# 石头镇 (容县)
石头镇，是中华人民共和国广西壮族自治区玉林市容县下辖的一个乡镇级行政单位。

## 行政区划
石头镇下辖以下地区：
旺广村、大良村、务底村、甘冲村、石头村、旺岗村、螺北村、和衷村、泗福村、石塘村、登州村、水囗村、营垌村、大扭村、睦衷村、上垌村、上石村、石剑村和大垌村。